# グランダンス県
グランダンス県（グランダンスけん、ハイチ語: Grand'Anse）はハイチ南西部の県 (depatman)。県庁所在地はジェレミー。面積は 1,912 km²、人口は468,301人 (2015年)。

## 歴史
- 2003年に東部がニップ県に分割された。元々南県の一部だった。
- 2021年8月14日に発生したハイチ地震では、少なくとも住宅469棟が倒壊、1687棟が損壊など多数の被害が生じた[1]。

## 隣接する県
- ニップ県
- 南県

## 下位行政区画
ジェレミー郡、アンスデノー郡、コライユ郡の3つの郡 (awondisman) が置かれている。